# کلیفورد ویکتور جانسون
 کلیفورد ویکتور جانسون (انگلیسی: Clifford Victor Johnson؛ زاده ) یک دانشمند اهل بریتانیا است. 